# Santa Llogaia d'Àlguema

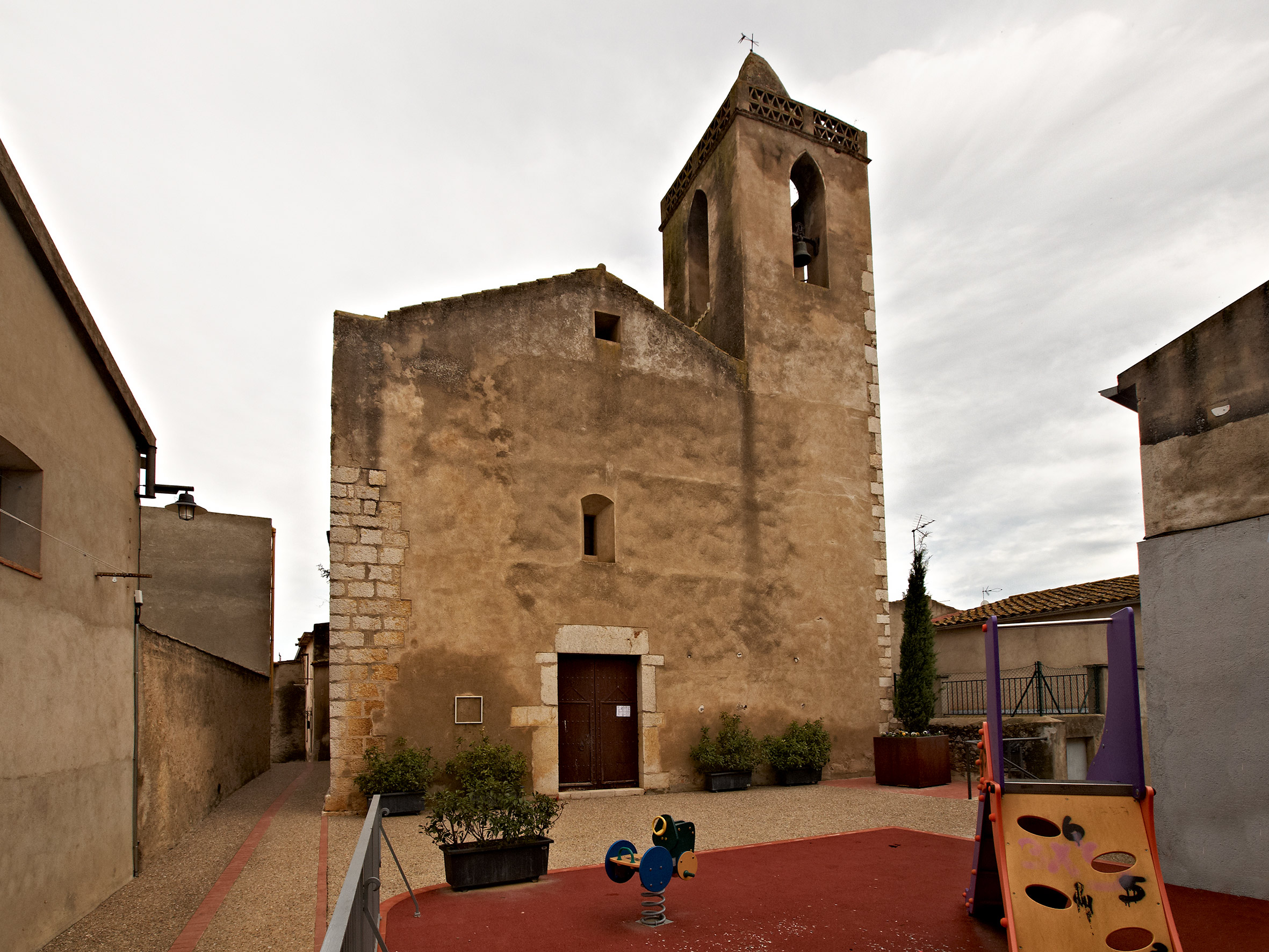
Kerk van Santa Llogaia d'Àlguema

Santa Llogaia d'Àlguema is een gemeente in de Spaanse provincie Girona in de regio Catalonië met een oppervlakte van 2 km². Santa Llogaia d'Àlguema telt 343 inwoners (1 januari 2016).

## Demografische ontwikkeling
Bron: INE, 1857-2011: volkstellingen